# Букова-Шльонська
Букова-Шльонська (пол. Bukowa Śląska) — село в Польщі, у гміні Намислув Намисловського повіту Опольського воєводства.
Населення — 235 осіб (2011).

## Демографія
Демографічна структура станом на 31 березня 2011 року:
|          | Загалом | Допрацездатний вік | Працездатний вік | Постпрацездатний вік |
| -------- | ------- | ------------------ | ---------------- | -------------------- |
| Чоловіки | 123     | 27                 | 86               | 10                   |
| Жінки    | 112     | 26                 | 59               | 27                   |
| Разом    | 235     | 53                 | 145              | 37                   |